# Ocotea producta
Ocotea producta är en lagerväxtart som först beskrevs av C.K. Allen, och fick sitt nu gällande namn av J.G. Rohwer. Ocotea producta ingår i släktet Ocotea och familjen lagerväxter. Inga underarter finns listade i Catalogue of Life.